# Scopula rossi
Scopula rossi är en fjärilsart som beskrevs av Louis Beethoven Prout 1913. Scopula rossi ingår i släktet Scopula och familjen mätare. Inga underarter finns listade.